# Литературный портрет
Литературный портрет — жанр литературного творчества.
По определению В. С. Барахова задача литературного портрета «дать по ряду выданных автором индивидуальных черт представление о целом, обобщить разнообразные впечатления в нечто художественно завершенное». Литературный портрет считается параллелью живописному портрету, он часто дает более глубокое понимание личности и предлагает её анализ, выходящий далеко за рамки поверхностного восприятия.. По его мнению литературный портрет может иметь следующие разновидности:
- мемуарно-автобиографический
- документально-биографический, основанный на мемориальных материалах (личная переписка, свидетельства современников и т. д.)
- критический («творческий портрет»)
- научно-монографическое исследование

Предлагая свою трактовку известной личности, портретист противопоставляет её другим мнениям, при необходимости, отстаивает её, а не является простым очевидцем, констатирующим свои наблюдения. Важно увидеть в каждом человеке только ему присущее, неповторимое. Вместе с тем, характерные черты современников, соприкасаясь друг с другом и отталкиваясь друг от друга, воссоздают неповторимость их эпохи. По своей художественной силе литературные портреты могут стоять в одном ряду с произведениями художественной литературы, но нередко превосходят их по своей познавательной ценности.

## История
Литературным портретом называли мемуарно-биографические очерки, эссе, литературно-критические статьи, посвящённые характеристике конкретного человека, не обязательно претендующие на полноту изложения.
Первыми литературными портретами можно считать «Сравнительные жизнеописания» Плутарха.
Первым практиком и теоретиком этого жанра в России считается Н. А. Полевой (1796—1846). Активно обращавшийся к биографическим материалам при анализе творчества отечественных писателей описал Г. Р. Державина, В. А. Жуковского, А. С. Пушкина и других (собраны впоследствии в книгу «Очерки русской литературы»). Своими работами доказывал, что каждый поэт сформирован своим временем, которое обязательно наложит отпечаток на его характер, творчество и личный путь, а ценность его творчества на прямую зависит от степени народности его произведений, выражения в них главных черт народной жизни. Полевой утвердил жанр критико-биографической статьи в критике, творчество писателя рассматривал в тесном единстве с его жизнью, личностью, временем.
Одним из первых в русской мемуарной литературе литературные портреты стал создавать А. И. Герцен («Былое и думы»).
Жанр литературного портрета пережил расцвет в первой половине XX века.

## Создатели литературных портретов
Особое место занимают созданные в жанре литературного портрета воспоминания М. Горького.
Во Франции литературные портреты создавал поэт Ш. О. Сент-Бев (1804—1869), опубликовавший в 1830-х гг. в журнале «Revue des deux Mondes» («Обозрение двух миров») критические замечания о французских писателях XVII—XIX вв. (впоследствии составившие сборник «Литературно-критические портреты»). На примере жизни и творчества Б. Паскаля, К. Севиньи, братьев Р. и А. Арно и других он показал сложное взаимодействие художника и общества, искусства и общественного движения, указал зависимость степени популярности произведения от правдивости его автора. Ш. О. Сент-Бев настаивал на использовании в анализе творчества писателя, помимо его произведений, всего материала — писем, свидетельств современников и т. п.. По его мнению только соединение творческого, личного начал позволяет создать целостное представление об персонаже портрета.